# Power (Lied)
Power ist ein Lied der isländischen Sängerin Diljá. Mit dem Titel vertrat sie Island beim Eurovision Song Contest 2023 in Liverpool.

## Hintergrund
Der Song wurde von Diljá Pétursdóttir und Pálmi Ragnar Ásgeirsson geschrieben. Es handelt sich um einen Popsong, der sehr ruhig beginnt, „die erste Strophe lässt eine Ballade vermuten. Kurz vor dem Refrain kommt jedoch ein Chor hinzu und ein Beat, der sich durch den weiteren Song zieht, setzt ein. Von da an wandelt sich Power in ein tanzbares Elektropoplied.“ Im Lied verarbeitet die Protagonistin eine Trennung. „Sie ist bereit den Partner ziehen zu lassen, er hat keine Macht mehr über sie, sie hat ihre Kraft wieder in der eigenen Hand.“
Der Song wurde am 4. März 2023 veröffentlicht. Diljá gewann damit den isländischen Vorentscheid, Söngvakeppnin 2023, bei dem sie sich in zwei Runden mit insgesamt zehn Teilnehmern durchsetzte. Dabei wurden so viele Stimmen wie noch nie abgegeben, 250.000 Votes in einem Land mit 370.000 Einwohnern.

## Beim Eurovision Song Contest
Island nahm mit dem Titel am 67. Eurovision Song Contest teil, der vom 9. bis 13. Mai 2023 stattfand. Power wurde dem zweiten Halbfinale zugelost und startete dort an siebter Stelle von 16 Teilnehmern. Mit 44 Punkten und einem 11. Platz verpasste der Titel jedoch knapp den Einzug ins Finale des Wettbewerbs.